# Георги Станчев (футболист)
 Тази статия е за футболиста.  За певеца вижте Георги Станчев (певец).  
Георги Емилов Станчев е български футболист, нападател. Роден на 27 май 1985 г. във Варна. Понастоящем носи екип на Калиакра (Каварна).

## Кариера
Станчев започва да тренира футбол в школата на Спартак (Варна). През 2005 г. не получава предложение за професионален договор и преминава в Калиакра (Каварна). В Калиакра прекарва общо 6 сезона, в които играе в 126 шампионатни мача и бележи 17 гола. През лятото на 2011 г. договорът му изтича и той се завръща със свободен трансфер в родния Спартак.

## Статистика по сезони
| Сезон   | Отбор        | Първенство | Мачове | Голове |
| ------- | ------------ | ---------- | ------ | ------ |
| 2005/06 | Калиакра     | Б група    | 18     | 5      |
| 2006/07 | Калиакра     | Б група    | 19     | 3      |
| 2007/08 | Калиакра     | Б група    | 20     | 5      |
| 2008/09 | Калиакра     | Б група    | 25     | 1      |
| 2009/10 | Калиакра     | Б група    | 21     | 2      |
| 2010/11 | Калиакра     | А група    | 23     | 1      |
| 2011/12 | Спартак (Вн) | Б група    | 0      | 0      |